# Moonchild: Songs Without Words
Moonchild: Songs Without Words nebo zkráceně Moonchild; je studiové album skupiny Moonchild Trio nahrané pod vedením Johna Zorna. Album vyšlo v květnu 2006 pod značkou Tzadik Records.

## Seznam skladeb
Autorem všech skladeb je John Zorn.
| Pořadí         | Název             | Délka |
| -------------- | ----------------- | ----- |
| 1.             | Hellfire          | 4:07  |
| 2.             | Ghosts of Thelema | 4:32  |
| 3.             | Abraxas           | 3:13  |
| 4.             | Possession        | 5:21  |
| 5.             | Caligula          | 1:47  |
| 6.             | 616               | 5:20  |
| 7.             | Equinox           | 4:07  |
| 8.             | Moonchild         | 6:51  |
| 9.             | Le Part Maudit    | 2:49  |
| 10.            | The Summoning     | 2:30  |
| 11.            | Sorceress         | 2:47  |
| Celková délka: | Celková délka:    | 45:14 |

## Obsazení
- Joey Baron – bicí
- Mike Patton – hlasy
- Trevor Dunn – baskytara

- John Zorn – dirigent